# Lecythis pisonis
A sapucaia (nome científico: Lecythis pisonis) é uma árvore brasileira que vai do Ceará ao Rio de Janeiro, com bastante predominância nos estados do Espírito Santo e Bahia e são encontradas na Amazônia e na mata atlântica.

## Etimologia
“Sapucaia” este termo se origina do tupi, que significa “ fruto que faz saltar o olho”, e isto se deve ao fato de que ao abrir o opérculo do fruto (estrutura que serve de tampa ou cobertura a uma cavidade ou orifício) a mesma fica com um formato de um olho. Em contrapartida, há quem acredite que a palavra tem origem na palavra tupi para galinha(elemento de troca entre índios e portugueses, no início da colonização, que as trocavam pelas sementes do fruto – castanhas).

## Nomes populares
- Castanha sapucaia
- Cumbuca de macaco
- Sapucaia vermelha
- Marmita de macaco
- Caçamba do mato[3][4]

## Características
Suas folhas são semidecíduas pertencente do bioma da Mata Atlântica, com uma altura que fica em torno de 20 à 30 metros de comprimento, possui uma casca rígida e espessa de coloração castanha, folhas membranáceas. Quando estão na maturação, esta árvore libera sementes (castanhas) comestíveis e saborosas, porém estas sementes não possuem um valor comercial, tendo em vista  a desvantagem que é o investimentos nelas devido ao fato da produção ser muito baixa por ser bastante requisitada pelos macacos e outros animais selvagens ali existentes, essas árvores já adultas, podem produzir 80 kg de sementes anualmente, necessita de solo argiloso, rico em matéria orgânica que vão liberar nutrientes no solo devido a ação de decompositores e de sombreamento.

## Dispersão de sementes
Os morcegos Phyllostomus hastatus são os precípuos responsáveis pelo encadeamento de dispersão de sementes, que fica deslumbrado pelo alimento. O tamanho das sementes possuem um enorme estágio de influência na instalação  e na dissipação das sementes, além de estar ligado também com a competição, predação e à distribuição espacial. Sementes exorbitantes  apresentam menores restrições em condições naturais na instalação em diferentes microsítios, o que lhes dão maiores benefícios adaptativos. Essa condição é o resultado da conexão que existe entre o tamanho das sementes e o tamanho das plântulas, o que afeta na sua instalação inicial no campo, denominada de “efeito do tamanho das reservas”. Contudo, as sementes menores, geralmente, são produzidas em maiores proporções e são mais fáceis de serem dispersas, investigando locais que não são ocupados pelas sementes de tamanho maior.

## História
A Sapucaia já era abundantemente  conhecida pelos europeus no Século XVl que se sentiram hipnotizados pela virtude  que ela possui, eles utilizavam da mesma para a ornamentação  além de ficarem impressionados com suas qualidades. Segundo Eurico Teixeira o transeunte Pêro de Magalhães Gândavo caracterizou os frutos de sapucaias como grandes cocos muito maduros, repletos de castanhas doces excessivamente saborosas, em sua concepção, estes frutos não pareciam terem sido criados pela natureza, mas por alguma perspicácia de alguma indústria, tendo em vista que sua boca, voltada para baixo, outorgava para que as castanhas pudessem facilmente se dispersar pelo ambiente. Além das diversas peculiaridades que esta majestosa espécie possui, ela também pode ser utilizada para usos medicinais, como, por exemplo: das suas sementes pode ser extraído um óleo do qual se fabrica uma pomada para o tratamento de lesões da pele, como a herpes, bem como para combater piolhos; Através de estudo, foi revelado que o óleo da casca da sapucaia tem excelentes particularidades cicatrizantes, e esse óleo pode ser removido a partir de diversas técnicas convencionais ou não-convencionais; pesquisas afirmam que as castanhas das sapucaias contêm alto valor nutricional, pois têm macroelementos com alto valor nutricional, que são o potássio, o fósforo, magnésio, enxofre e o sódio; retêm um conteúdo lipídico que pode chegar a até 67%, fazendo dela uma ótima fonte de ácidos graxos. As sementes são muito saborosas para o homem e muito benéficas para a fauna local, tendo em vista que o cultivo da sapucaia não requer o uso de agrotóxicos. Populações locais preenchem a cabaça da sapucaia com água para utilizar como um remédio natural contra a diabetes, por acreditarem que ela regula o açúcar no sangue. Sua madeira, dura, resistente e de textura média, era utilizada principalmente para vigamentos de construções rurais em geral, esteios, postes, estacas, tábuas para assoalhos, pontes entre outras funções.

## Curiosidades
A sapucaia é uma árvore que se encontra em desaparecimento, e atualmente, a maioria são encontradas em viveiros.
As suas folhas passam por algumas fases, onde ela muda  a sua forma e até mesmo a sua coloração no decorrer dos meses. Quando jovens, suas folhas possuem uma coloração rosa, depois mudam para o verde, e logo após, para cor avermelhada ou vinho, e em seguida mudam para a cor castanho- dourada.
Seus frutos arredondados possuem casca rígida e espessa de coloração castanha, leva em torno de 10 meses para atingir a fase madura( entre agosto e setembro).
Quando 222 frutos já maduros se abrem na porção inferior da árvore através de uma característica chamada tampa, liberam suas sementes .

Muitos dos índios enterravam seus mortos em urnas feitas de cerâmica, baseadas na cumbuca da sapucaia, árvore tipicamente brasileira, que representa a transformação, o renascimento na “ Terra sem males”. Carl Friedrich Philipp von Martius, médico, botânico e antropólogo e um dos mais importantes alemão que foram instruídos no Brasil e o naturalista Johann Baptist von Spix  disseram em uma de suas escrituras que “ A alma do morto (...) vai para uma agradável mata, cheia de pés de sapucaia e de caça. O fato dessa fruta ser muito apreciada pelos macacos, gerou a um ditado bastante conhecido, e ele é dito da seguinte forma: “ Macaco velho não põe a mão em cumbuca”.

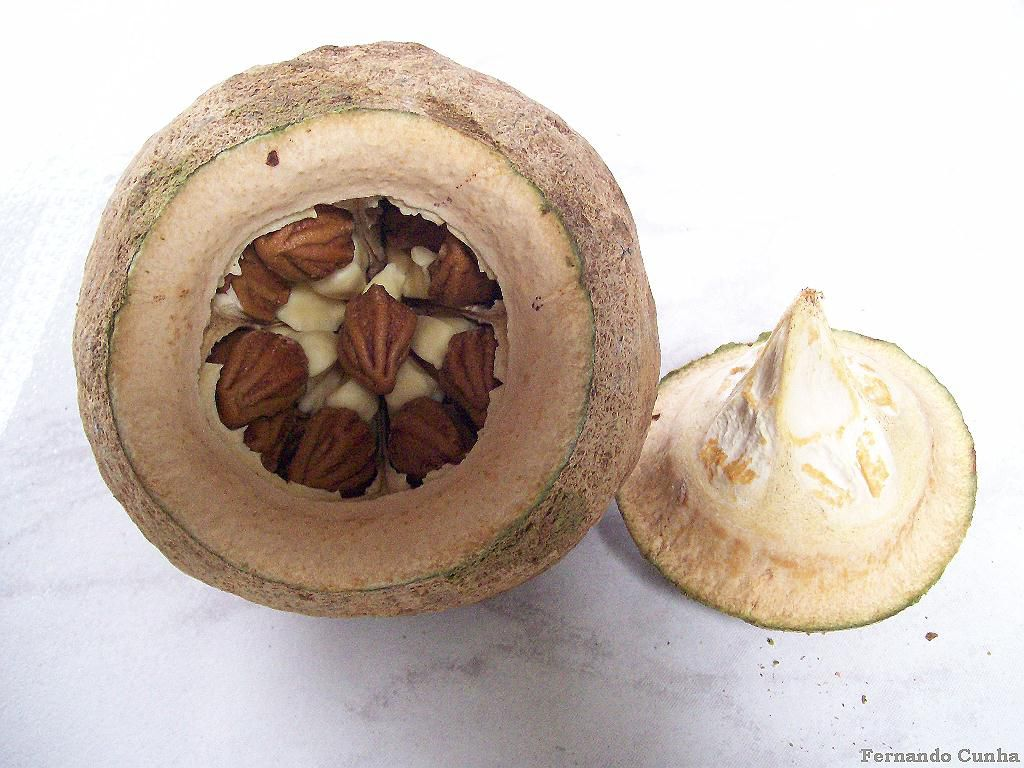
Ouriço e castanhas da sapucaia